# Maison flottante (CNEAI)
La Maison Flottante est une résidence d'artistes et un lieu de rencontres, propriété du cneai = Centre d'art. Elle est amarrée à Poses (Normandie) depuis 2021 et précédemment aux berges de l’île des impressionnistes à Chatou (Yvelines), flottant sur la Seine depuis sa création au Havre. 

## Présentation
La Maison Flottante du cneai = Centre d'art est un bateau à fond plat habitable, une œuvre emblématique des architectes Denis Daversin et Jean-Marie Finot et des designers Ronan et Erwan Bouroullec. Ce lieu d’accueil est amarré à Poses en Normandie. 

## Historique
Pour les dix ans du cneai = Centre d'art créé en 1997, une commande publique du Ministère de la Culture a été mise en œuvre afin d'achever le programme initial d’aménagement du centre d’art qui comprenait des ateliers d’artistes. Dans la mesure où le (Plan local d'urbanisme) (PLU) de la ville de Chatou ne permettait plus de construction sur l’île, le projet a été imaginé sur l’eau.
L’île est connue pour les nombreux canotiers qui naviguaient sur la Seine. Auguste Renoir y a peint Le Déjeuner des canotiers, tandis que les peintres fauves André Derain et Maurice De Vlaminck avaient installé leur atelier dans la Maison Levanneur. Les frères Bouroullec ont souhaité réinventer de manière contemporaine l’idée des ateliers bateaux-lavoirs, véritables maisons flottantes amarrées au bord des fleuves, et de la Seine en particulier, au début du XXe siècle.

## Architecture
Réalisée par les designers Ronan et Erwan Bouroullec avec les architectes navals Denis Daversin et Jean-Marie Finot, la Maison Flottante est un bateau habitable construit au Havre par la société Constructions Métalliques Mouquet. Elle mesure 5,10 m de largeur, 3,70 mètres de hauteur et 23 mètres de long, pour une surface de plancher de 110 m2, dont 23 m2 de terrasses couvertes de pergolas réparties aux deux extrémités. Elle fut au départ amarrée à Chatou près de la Maison Fournaise, accrochée à la berge par des bracons et câbles d’acier. 
Le projet de conception a été élaboré à partir de la demande des concepteurs de s’insérer dans un lieu naturel sans nuire à ses équilibres, tout en s’appropriant d’anciennes traditions. Les études concernant la carène ont permis de minimiser les mouvements de roulis au passage des péniches, afin d'obtenir une grande stabilité et d'écarter le plus possible le courant et les corps flottants sur la Seine.

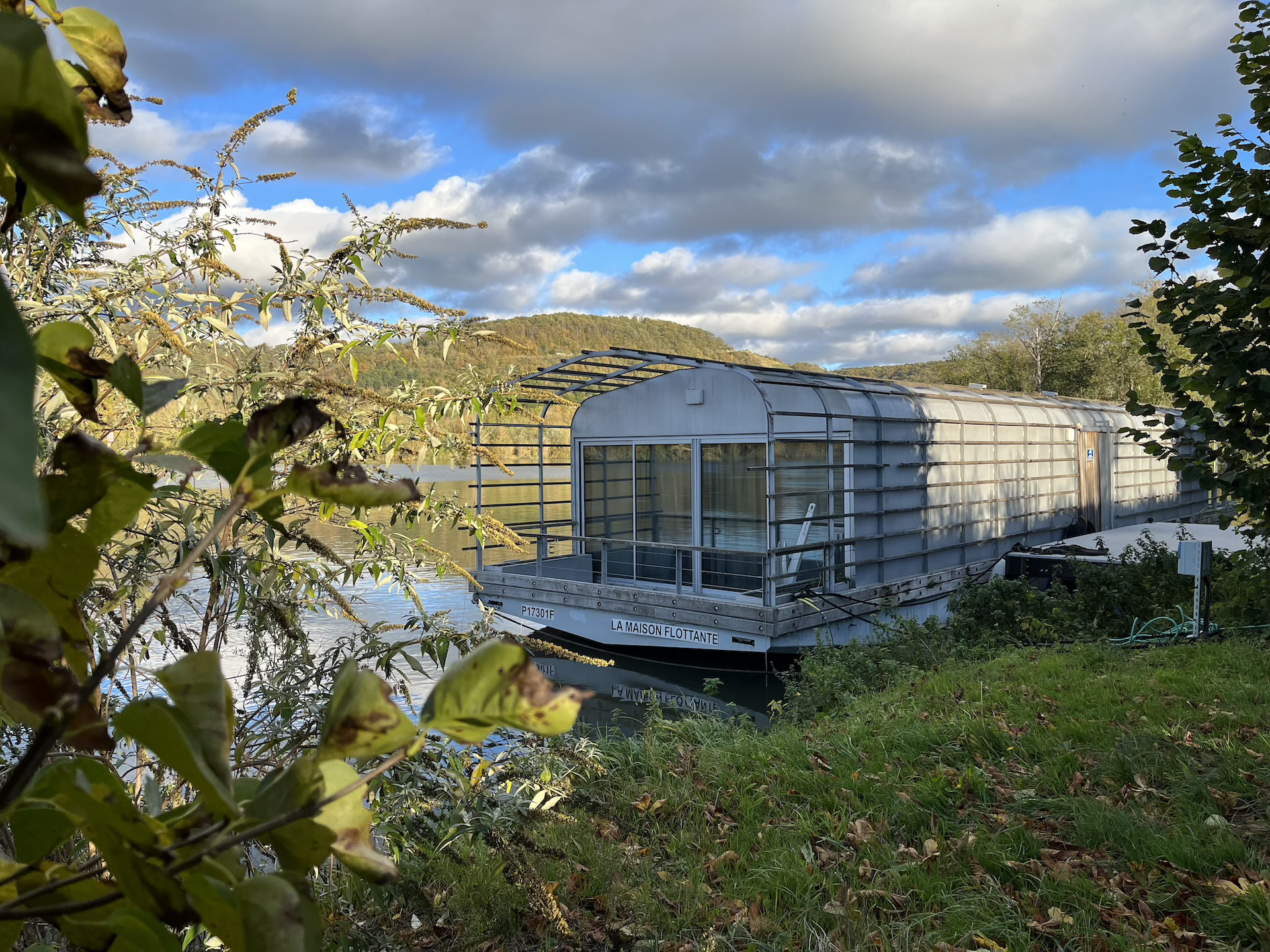
Maison Flottante amarrée à Poses en Normandie.
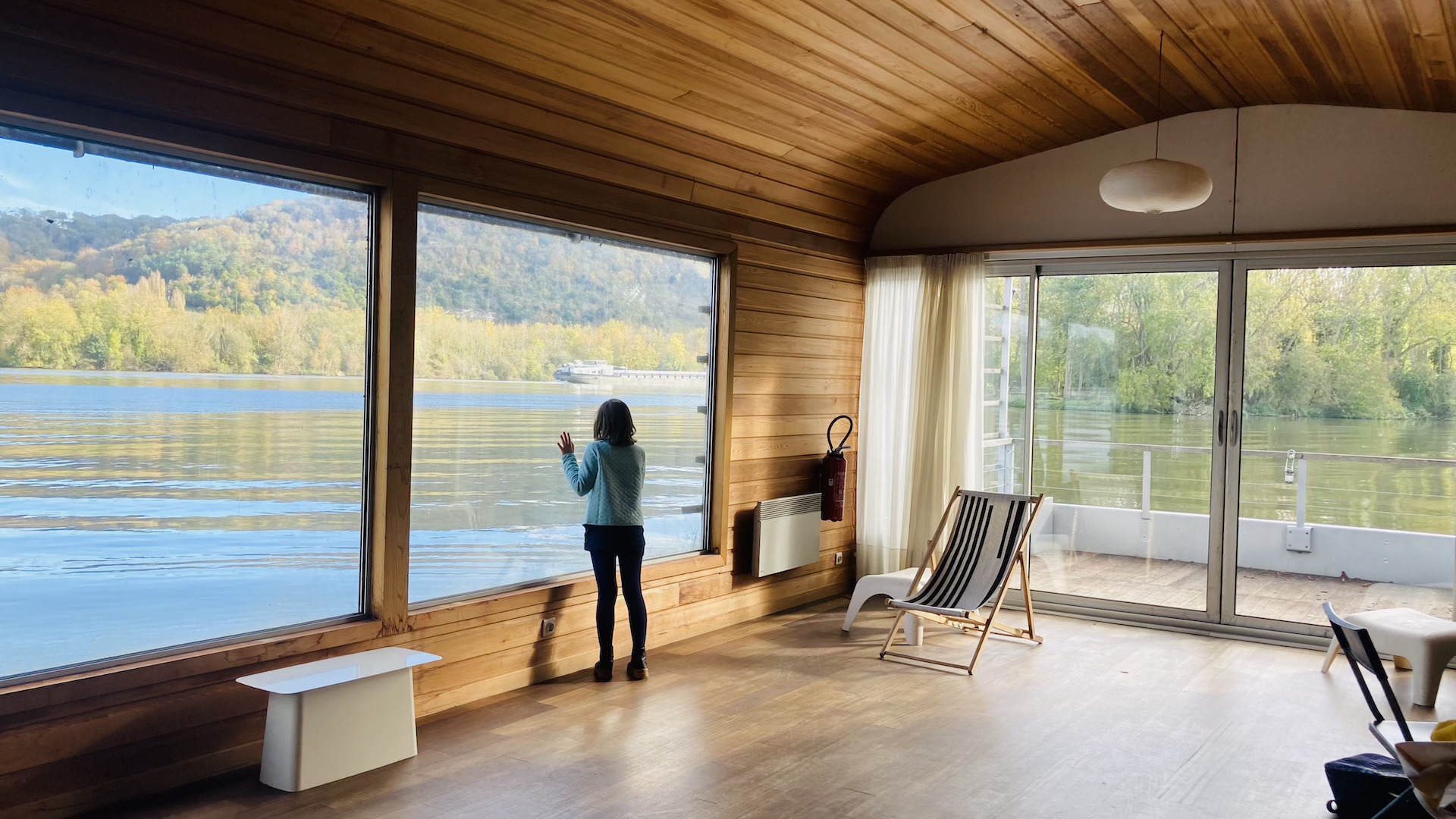
Maison Flottante, intérieur - salon.